# Božko Ikonomov
Božko Dimitrov Ikonomov (Gradec, 12. kolovoza 1865. – Sofija, 12. svibnja 1921.) je bio bugarski general i vojni zapovjednik. Tijekom Prvog svjetskog rata zapovijedao je 1. brigadom 4. preslavske pješačke divizije i Belomorskom obranom.

## Vojna karijera
Božko Ikonomov je rođen 12. kolovoza 1865. u selu Gradec u okrugu Sliven. Srednju školu pohađa u Slivenu, te istu završava 1884. godine. U rujnu 1885. pridružuje se vojsci, te u studenom te iste godine sudjeluje u Srpsko-bugarskom ratu služeći u Studentskoj legiji. Iduće, 1886. godine, počinje pohađati Vojnu akademiju u Sofiji. Istu završava u travnju 1887. nakon čega je s činom potporučnika raspoređen na službu u 3. artiljerijsku pukovniju. U svibnju 1890. promaknut je u čin poručnika, te služi u 2. pričuvnoj bitnici. Tijekom službe upućen je u Bruxelles u Artiljerijsku i inženjerijsku akademiju, da bi školovanje nastavio u Vojnoj akademiji u Torinu gdje diplomira 1897. godine. U međuvremenu je, u kolovozu 1894., unaprijeđen u čin satnika. 
Od 1900. radi kao službenik zadužen za nabavu u ministarstvu rata, da bi nakon toga bio upućen na službu u Glavni stožer. Nakon toga služi u 6. artiljerijskoj pukovniji, da bi u siječnju 1901. bio promaknut u čin bojnika. Čin potpukovnika dostiže u siječnju 1905., nakon čega je imenovan načelnikom stožera 4. preslavske divizije. Od 1909. službuje u ministarstvu rata. Kao načelnik stožera 4. preslavske divizije sudjeluje u Prvom i Drugom balkanskom ratu.

## Prvi svjetski rat
Tijekom Prvog svjetskog rata zapovijeda 1. brigadom 4. preslavske pješačke divizije s kojom sudjeluje u Bitci za Turtucaiau. Nakon toga zapovijeda Belomorskom obranom, jedinicom zaduženom za obranu Egeja. U svibnju 1917. promaknut je u čin general bojnika. Potom služi u operatnivnom odjelu Glavnog stožera.

## Poslije rata
Godine 1918. Ikonomov je otpušten iz vojske. Preminuo je 12. svibnja 1921. u Sofiji u 56. godini života. Bio je oženjen te je imao troje djece.

## Vanjske poveznice
(bug.) Božko Ikonomov na stranici Electronic-library.org